# The Tornado (film, 1917)
Pour les articles homonymes, voir The Tornado.
Pour plus de détails, voir Fiche technique et Distribution.
The Tornado est un film américain réalisé par John Ford, sorti en 1917. Il s'agit du premier film réalisé par le cinéaste et est aujourd'hui considéré comme perdu.

## Fiche technique
- Titre original : The Tornado
- Réalisation : John Ford
- Scénario : Grace Cunard, Francis Ford, John Ford
- Photographie : Frank D. Williams
- Production : Mack Sennett
- Société de production : New York Motion Picture Company
- Société de distribution : The Universal Film Manufacturing Company
- Pays d'origine :  États-Unis
- Format : Noir et blanc - 35 mm - 1,33:1 - Muet
- Genre : western
- Longueur : deux bobines (600 mètres)
- Durée : 30 minutes
- Date de sortie : 3 mars 1917
- Licence : Domaine public

## Distribution
- John Ford : Jack Dayton (crédité en tant que Jack Ford)
- Jean Hathaway : la mère de Jack
- Peter Gerald : Pendleton, le banquier de Rock River (crédité en tant que Pete Gerald)
- Elsie Thornton : Bess, la fille de Jack
- Duke Worne : Lesparre, le leader du gang
- John Duffy : Slick, le complice de Jack